# Evangelische Kirche (Gondsroth)

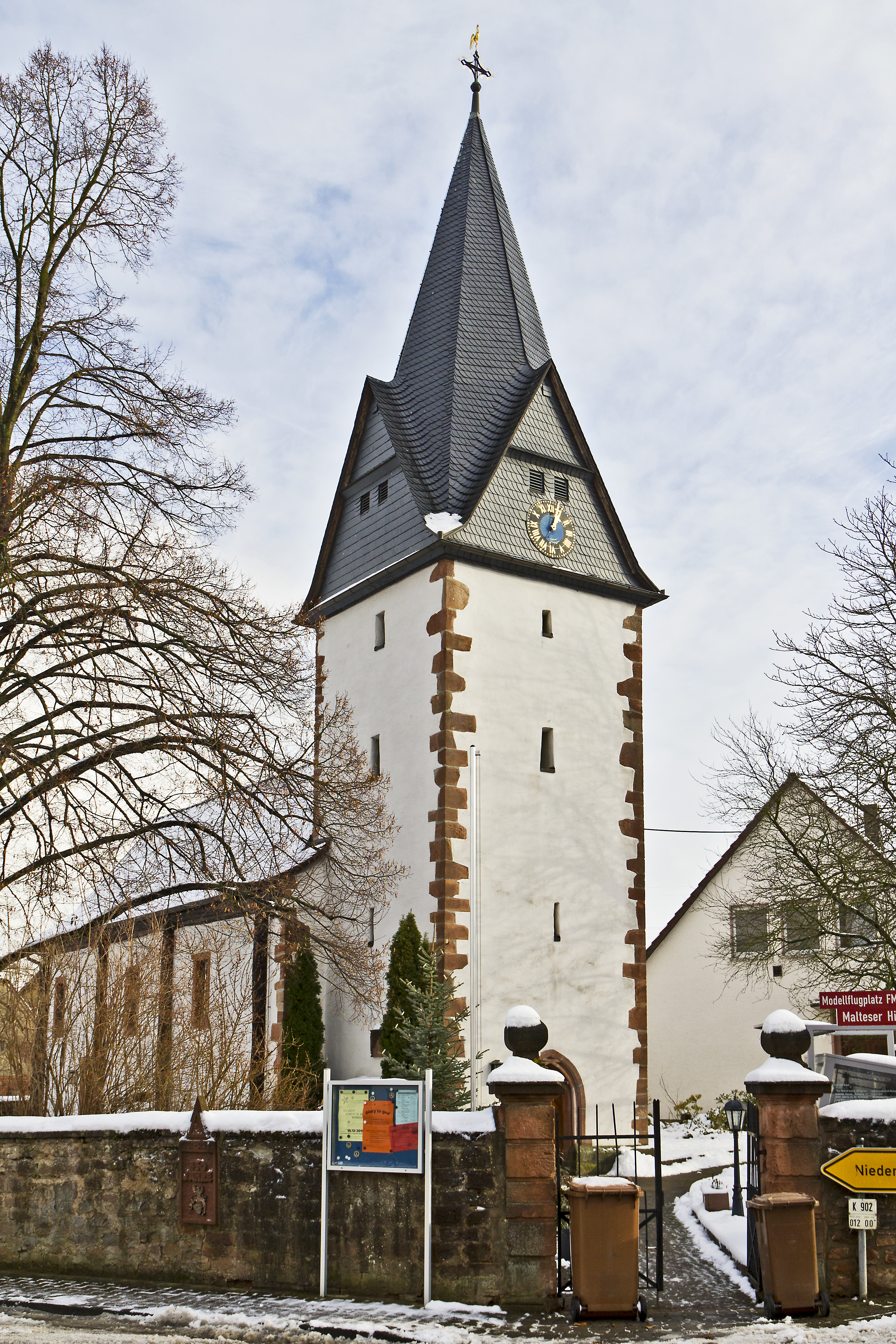
Evangelische Kirche (Gondsroth)

Die Evangelische Kirche Gondsroth ist ein denkmalgeschütztes Kirchengebäude, das in Gondsroth steht, einem Ortsteil der Gemeinde Hasselroth im Main-Kinzig-Kreis in Hessen. Die Kirche gehört zur Kirchengemeinde Hasselroth im Kirchenkreis Kinzigtal der Evangelischen Kirche von Kurhessen-Waldeck.

## Beschreibung
Die in der 1. Hälfte des 12. Jahrhunderts gebaute Kapelle wurde 1659 und 1717 zu einer Saalkirche mit dreiseitigem Schluss umgebaut. Das Satteldach des Kirchenschiffs wird mit außen vorgelegten hölzernen Stützen entlastet. Der Kirchturm gehörte zu einer Wehrkirche, wie an den Schießscharten zu erkennen ist. Die Turmuhr und der Glockenstuhl, in dem vier Kirchenglocken hängen, befinden sich im Bereich der vier Giebel des Kirchturms, zwischen denen sich ein achtseitiger, schiefergedeckter, spitzer Helm erhebt. Das Vestibül im Turm, ebenso das Kirchenschiff sind mit Tonnengewölben überspannt. Der Innenraum hat Emporen an zwei Seiten, deren Brüstungen aus Balustern bestehen. Die Orgel wurde 1927 gebaut.